# Omansko-saudijska granica
Granica Omana i Saudijske Arabije duga je 658 km i 409 m i proteže se od tromeđe s Ujedinjenim Arapskim Emiratima na sjeveru do tromeđe s Jemenom na jugozapadu.

## Opis
Granica započinje na sjeveru na tromeđi s Ujedinjenim Arapskim Emiratima. Sastoji se od tri ravne crte: prva je orijentirana SZ-JI (91 km i 57 m), druga SI-JZ (233 km i 145 m), a treća SI-JZ (334 km i 207 m), nakon čega završavaju na tromeđi s Jemenom. Granica su potpunosti prolazi neplodnom pustinjom Rub 'al Khali ili "praznom četvrti" Arabije. Područje živog pijeska Umm al Samim također leži na granici, na prvom 'zavoju' na sjeveru.

## Povijest
Povijesno gledano nije postojala jasno definirana granica u ovom dijelu arapskog poluotoka; na početku 20. stoljeća Osmansko carstvo kontrolira zapadnu obalu, a Britanija istok i jug (kojime vlada neizravno preko lokalnih šeika i emira), a unutrašnjost se sastoji od labavo organiziranih arapskih grupacija, povremeno formirajući emirate, od kojih je najistaknutiji Emirat Nedžd i Hasa pod vlašću obitelji al-Saud. Britanija i Osmansko carstvo teoretski su podijelili svoja područja utjecaja u Arabiji putem t.zv. "Plave" i "Ljubičaste linije" 1913. – 14., no ti su ugovori postali ništavni nakon raspada Osmanskog Carstva nakon Prvog svjetskog rata.
Tijekom Prvog svjetskog rata arapska pobuna, uz britansku pomoć, uspjela ukloniti Osmanlije s većeg dijela Bliskog istoka. U razdoblju nakon toga Ibn Saud je uspio znatno proširiti svoje kraljevstvo, proglasivši na kraju Kraljevinu Saudijsku Arabiju 1932. Ibn Saud je odbio priznati anglo-osmanske linije podjele poluotoka, te je počeo polagati pravo na velike dijelove istočnog arapskog zaleđa (takozvana "linija Hamza").
Britanski su se dužnosnici 25. studenoga 1935. susreli s Ibn Saudom i pokušali dogovoriti granicu između novog kraljevstva i njegovih obalnih protektorata, uključujući Oman, kojim je vladao neovisni sultan pod jakim britanskim utjecajem. Međutim, konferencija se pokazala neuspješnom, a pitanje je ostalo neriješeno. Godine 1955., nakon pokušaja Saudijske Arabije da uspostavi kontrolu nad oazom Buraimi na granici između Omana i UAE, Britanija je izjavila da će od sada jednostrano koristiti malo modificiranu verziju 'linije iz Rijada' iz 1935. godine.
Nakon razgovora održanih 1989. godine, 21. ožujka 1990. godine potpisan je granični sporazum između saudijskog kralja Fahda i sultana Qaboosa u Hafr al-Batinu, a ratificiran je u svibnju 1991. Ovim je sporazumom finalizirana granica na modificiranoj liniji iz Rijada 1955. godine. Zatim je uslijedilo razgraničenje na terenu uz pomoć njemačke tvrtke za zračne fotografije Hansa Luftbild, koje je dovršeno 1995.

## Granični prijelazi
Prvi službeni granični prijelaz, Ramlat Khaliya u krajnjem sjevernom dijelu granice, otvoren je 2006.